# Tribunal Mundial sobre l'Iraq
El Tribunal Mundial sobre l'Iraq (WTI en anglès) és un tribunal popular format per intel·lectuals, impulsors dels drets humans i ONG arran de la Invasió de l'Iraq del 2003 per part de les forces de coalició, liderades pels Estats Units. Va estar actiu del 2003 al 2005. Té les seves arrels en el moviment pacifista i s'inspira en el Tribunal Russell, creat a la dècada dels 60 per investigar els crims contra la humanitat comesos a la Guerra del Vietnam (així com, més tard, també per jutjar el dictador espanyol Francisco Franco Bahamonde.
Tot i que és un moviment deliberadament sense estructura jeràrquica, el Tribunal Mundial sobre l'Iraq té impulsors com l'escriptora índia Arundhati Roy i l'exassistent del secretari general de l'ONU Denis Halliday. El WTI acusa les forces de coalició a l'Iraq de ser culpables de crims de guerra i de violacions de la Convenció de Ginebra.